# Música crioula e afroperuana
A música crioula é um gênero da música peruana caracteristica da costa peruana y que têm influências e misturas musicais e ritmicas desde o tempo dos colonizadores espanhois, o povo indígena do Peru e os escravos africanos. Entre os gêneros musicais mais representativos da música crioula ficam a valsa peruana e a polca peruana. Se consideram como música crioula também a marinera, o huayno, o tondero e o festejo. No Perú, o "Día da Canção Crioula" é o 31 de outubro.